# Лизин, Анн-Мари
Анн-Мари Лизин-Вандерспитен (фр. Anne-Marie Lizin-Vanderspeeten; 5 января 1949, Юи, провинция Льеж, Бельгия — 17 октября 2015, там же) — бельгийский государственный деятель, президент Сената Бельгии (2004—2007).

## Биография
Окончила экономический факультет Льежского университета, получив диплом лиценциата.
Включилась в общественно-политическую жизнь ка коммунальном уровне, избиралась членом совета (1970—1976) деревни Бен-Аэн. После присоединения данного населенного пункта к Юи в 1977 г. была избрана в городской совет и с того времени была его бессменным представителем. В 1980—1982 годах избиралась заместителем бургомистра, а с 1983 по 2009 год — бургомистром Юи.
С 1973 по 1979 год одновременно была чиновником бельгийского правительства по вопросам Европейской комиссии и с 1977 год — в министерстве иностранных дел.
В 1979 году была избрана в состав первого Европарламента от Социалистической партии и оставалась в его депутатом до 1988 года. Была активным участником За это время она также участвовала в Европейском ядерном разоружении, ведущей кампании Движения сторонников мира на континенте.
В 1988—1992 годах занимала пост государственного секретаря по европейским делам в министерстве внешней торговли Бельгии.
В 1991 году была избрана членом Палаты представителей парламента страны, одновременно входила в состав регионального совета Валлонии и Совета Французского Сообщества. Кроме того, в 1992 году возглавляла совет добровольного Фонда Организации Объединенных Наций по техническому сотрудничеству в области прав человека, а также была заместителем председателя Социнтерна. С 1992 по 1996 год являлась председателем женского Социнтерна.
С 1995 по 1999 год была кооптированным членом Сената Бельгии. В то же время она стала членом Парламентской ассамблеи Организации по безопасности и сотрудничеству в Европе (ОБСЕ). Кроме того, с 1996 по 2002 год политик занимала пост председателя Совета франкоязычных женщин. С 1997 года входила в Совет по вопросам гендерного равенства, а с 1998 года была независимым экспертом Комиссии по правам человека ООН в Женеве. В этом качестве являлась главой делегации этой организации во время войны в Грузии (2008).
В июне 1999 г. была избрана в состав Сената, избиралась его президентом (2004—2007), была первой женщиной на этом посту. Завершила работу в верхней палате парламента в 2010 г. Выступила автором закона о криминализации насилия в отношениях между супругами.
В январе 2009 года политику было предъявлено обвинение в мошенничестве с кредитными картами, что привело к ее исключению из рядов Социалистической партии. С тех пор она была независимым сенатором. В марте 2009 года она была вынуждена уйти в отставку с поста мэра Юи из-за очередного скандала, связанного с созданием «своих» структур в общине выстроенных по принципу клиентелы. В августе 2009 года она снова попала в центр внимания прессы, после того как протаранила автомобиль своей преемницы на посту мэра.
На бельгийских парламентских выборах в июне 2010 года она баллотировалась со своим собственным списком MS +, но не смогла выиграть ни одного мандата в Палате депутатов.
В марте 2015 года была осуждена на один год условно апелляционным судом Льежа  по обвинению в злоупотреблении служебным положением в ходе предвыборной кампании в Сенат в 2007 г., после чего направила апелляцию в Верховный суд.
Являлась членом Совета директоров Международного центра по пропавшим и эксплуатируемым детям (ICMEC), глобальной некоммерческой организации, которая ведет борьбу с сексуальной эксплуатацией детей, детской порнографией, а также похищением детей. В 2008 г. создала организацию HOCRINT, международную сеть координации по противодействию преступлениям, связанных с заключением принудительных браков. 
Была членом Великой женской масонской ложи Бельгии.

## Награды и звания
Командор ордена Леопольда I (2003), Большой крест ордена Леопольда II (2007). Рыцарь ордена Почётного легиона (2005). Великий офицер ордена «За заслуги» (2004).